# Балясов, Константин Александрович
Константин Александрович Балясов (25 декабря 1912 [7 января 1913], д. Зуево, Богородский уезд, Московская губерния, Российская империя — 1987, Алма-Ата, Казахская ССР, СССР) — советский спортсмен, футболист, игравший на позиции нападающего (инсайда), игрок в хоккей с мячом, заслуженный тренер Казахской ССР.

## Биография
Начал играть в 1934 году за команду «Карболит» (Орехово-Зуево), следующий год провёл в «Локомотиве» из Люблино. В 1938 году оказался в сталинградском «Динамо», а через год — в составе другой команды Сталинграда — «Трактора», выступавшей в группе «А» чемпионата СССР (высшей лиге). Известно о 2 «официальных» мячах в 6 играх чемпионата, ещё 2 забил в двух аннулированных матчах (позднее были переиграны).
В 1940 году играл за «Динамо» (Минск) в группе «Б» чемпионата СССР. Чемпионат 1941 года начал в составе минчан уже в группе «А» (турнир был прерван в связи с началом Великой Отечественной войны). Известно о 4 матчах Балясова (не все протоколы игр сохранились), в них он забил 1 мяч.
Во время Великой Отечественной войны проходил службу в штабе партизанского движения Белоруссии, который располагался в Москве. Параллельно выступал в первенстве столицы СССР по футболу и хоккею с мячом. В составе команды «Динамо-II», состоявшей из минских динамовцев и дублёров их московских одноклубников, участвовал в матчах возобновлённого Кубка СССР — 1944 года.
В 1945 году сыграл 12 матчей в I группе вновь ставшего разыгрываться чемпионата СССР, в следующем году — в 3 матчах. С 1947 года играл в Алма-Ате: за «Динамо» и «Спартак» — в среднеазиатской зоне II группы чемпионата СССР, а после расформирования «Спартака» — за команду «Трудовые резервы», с которой выиграл первенство Алма-Аты 1949 года. Позднее, проживая в Алма-Ате, работал судьёй и детским тренером.
Супруга — Ирина Михайловна, родилась 12 июня 1923 года в Смоленске, отец — полковник царской армии, дед — генерал. Познакомились в 1940 году в Минске. В июле 1941 года перебралась к своей сестре в Алма-Ату, где воссоединилась с мужем в апреле 1944 года, когда тот приехал на сборы с минским «Динамо». Сыновья Евгений (родился в ноябре 1941 года) и Михаил.